# Get Scared
Get Scared é uma banda de rock americana de Layton, Utah, formada em 2009. Com influências do horror punk e post-hardcore. Eles lançaram seu primeiro álbum em 12 de julho de 2011, chamado Best Kind of Mess. Eles também possuem três EPs, Cheap Tricks and Theatrics (2009, Get Scared EP (2010) e Built for Blame, Laced with Shame (2013) - único lançamento com o vocalista Joel Faviere. Best Kind of Mess foi o primeiro álbum de estúdio, caracterizando o vocalista Nick Mattews, ele se retirou da banda alguns meses depois do lançamento e retornou no final de 2012 para a banda.

## História

### Formação e os primeiros anos (2008-2011)
Antes de formarem a banda, Nicholas Matthews, John Braddock, Dan Edwards e Bradley Llyod estavam em diferentes bandas. Os quatro formaram Get Scared e lançaram independentemente o primeiro EP da banda, “Cheap Tricks and Theatrics”.O único single do EP, “If Only She Knew Voodoo Like I Do”, se tornou um sucesso na internet e fez com que a banda recebesse atenção da gravadora Universal Motown Records. Durante o verão de 2010, a banda entrou na turnê Hot Topic’s Sacred Ceremony com Black Veil Brides e Vampires Everywhere!, ajudando a promover o som da banda.
Quando eles retornaram da turnê, lançaram o Get Scared EP pela primeira vez com uma gravadora, a Universal Motown Records. O EP destacou as regravações das duas faixas mais bem acolhidas pelos fãs e público em geral, “Setting Yourself Up for Sarcasm” e “If She Only Knew Voodoo Like I Do”, com nomes reduzidos, “Sarcasm” e “Voodoo”. Logo entraram em diversas turnês. Notavelmente sendo a abertura da turnê The Dead Masquerade (com Alesana, Drive A, Escape the Fate e Montionless in White) de janeiro a março de 2011 e na turnê Aidenheadliner, incluindo Eyes Set to Kill, Dr. Acula, Vampires Everywhere! e Escape the Fate (apenas em certos dias), durante a primavera de 2011.
Em 12 de julho de 2011, eles lançaram o primeiro álbum de estúdio, “Best Kind of Mess”. O álbum alcançou a vigésima primeira posição na grade do Top Heatseakers da Billboards 200. A banda saiu em sua primeira turnê própria, a “Fuck You all tour”, trazendo Dr. Acula e Girl on Fire. A turnê passou em Albuquerque, no Novo México, em 6 de setembro de 2011 e St. Luis, no Missouri, em 16 de setembro de 2011. Após passar três anos com o baixista Brant Thurman, foi anunciado que TJ Bell (ex-membro da Motionless in White) esteve tocando baixo durante a turnê Fuck You All. A banda anunciou via webcast que Bell poderia se tornar um membro permanente.

### Saída de Nick Matthews (2011)
Em 30 de novembro de 2011, a banda anunciou que Nick Matthews, o vocalista de Get Scared, estava deixando a banda. Eles afirmaram que Nick quis correr atrás de novas opções em sua carreira musical e que isso foi uma surpresa para toda a banda. A banda deixou uma nota em sua página do Facebook explicando a situação.
“Nós lamentamos em informar á vocês que Nicholas Black Matthews decidiu que seu tempo com Get Scared acabou. Isso é tão difícil para nós anunciarmos. No entanto, isso não foi uma decisão tomada contra a vontade do Joel, nem foi expulso de alguma forma. Joel sentiu que Get Scared não era mais o que ele queria seguir e ele tinha mudado musicalmente. Novamente, isso é tão difícil para nós anunciarmos. Nós ainda estamos comovidos por isso, não há preparação para uma perda tão grande como essa. Embora isso tenha sido um choque para a banda inteira, Joel e Get Scared não tem absolutamente nenhum rancor um com o outro. Joel será pra sempre parte da família Get Scared e nós estamos ansiosos para seu sucesso incerto como músico.”
A banda adiou as datas de turnês até novo anúncio, devido a saída repentina e a falta de um vocalista. Na mesma mensagem, eles também anunciaram que estavam fazendo audições para um novo vocalista e que qualquer fã poderia participar.
“Agora nós não temos nenhum anúncio de um novo vocalista. Mas nós estamos fazendo audições via submissão de vídeos. Nós sentimos que devemos dar aos nossos fãs uma oportunidade igual de se tornar um vocalista de Get Scared, assim como damos a um cantor profissional. Quem melhor para se dar uma chance do que as pessoas que nos deram a vida, nossos fãs.”
O guitarrista, Braddock, posteriormente revelou mais detalhes sobre a saída de Nick da banda pelo Formspring. “Nós escrevemos [Cynical Skin] enquanto Nick estava em Los Angeles nos ignorando. Nós tentávamos nos comunicar com ele e, as vezes, nós tínhamos uma resposta... Mas ele apenas pedia por dinheiro e desprezava todo o resto... Então ele um dia nos disse que ele saiu... Por uma mensagem de Facebook haha.” Nicholas anunciou detalhes de um novo projeto solo intitulado “My Black and White”.

### Chegada de Joel Faviere
Em 14 de dezembro de 2011, a banda anunciou que estariam lançando seis inéditas no iTunes, que seriam lançadas dia 19 de dezembro. As músicas eram as primeiras escritas pela banda, onde embora gravadas, não foram adicionadas ao Cheap Tricks and Theatrics EP, nem no álbum de estreia por razões desconhecidas. Em 18 de dezembro, um dia antes do lançamento, a banda anunciou as faixas de Cheap Tricks and Theatrics B-Sides, e então lançaram o EP no dia seguinte, pelo iTunes e Amazon. Em 21 de dezembro, a banda anunciou via Facebook e Twitter que tinham escolhido um novo vocalista para a banda, mas que não seria anunciado até passar o Natal.
A banda re-entrou no estúdio com o novo vocalista em 28 de dezembro. Entretanto, não tinha sido anunciado oficialmente quem seria o novo vocalista, porém, havia muita especulação que seria o vocalista da banda Dear Chandelier, Joel Faviere, o substituto de Nicholas Matthews. Por causa dos tweets enviados por Faviere e alguns membros de Get Scared pelo twitter. Mais tarde foi oficializado que o ex-membro de Dear Chandelier, Joel Faviere, seria o novo vocalista.
Em 5 de janeiro, a banda anunciou em sua página do Facebook que se atingissem 10.000 “likes” naquela postagem, eles iriam revelar a data de lançamento do novo single com o novo vocalista. Entretanto, mesmo com somente 6000 “likes” em aproximadamente 24 horas, a banda anunciou detalhes da música. Em 6 de janeiro, anunciou que o novo single, “Cynical Skin”, a primeira com Joel Faviere, seria lançada no iTunes dia 9 de janeiro de 2012. Em menos de uma hora, eles revelaram o trabalho de arte da música. Uma prévia de trinta segundos da música também foi lançada pela Amazon. A música foi posteriormente lançada em poucos e diversos países e recebeu respostas positivas dos fãs. Em 12 de março, Joel anunciou que lançaria a letra de uma nova música de Get Scared se aquela postagem atingisse 1000 likes, em pouco tempo foi atingido 1000 likes e Joel postou as letras de uma nova música intitulada “Equal to Bullets”, em sua página do youtube.
A banda começou a gravar músicas para seu próximo álbum em 23 de maio, com Erik Ron (Panic! at the Disco, Allstar Weekend, Attaloss, Saosin) produzindo o álbum.
Em 2 de julho, a letra de "Built For Blame" foi postada no  mural do Facebook da banda, como um tipo de concurso para os fãs criarem apresentações de slides com imagens líricas e enviá-las. Em 20 de julho, Joel deu a entender que "Built For Blame" seria lançado em 01 de agosto de 2012, afirmando "1/8/12 quem sou eu para culpar?" "Built For Blame" foi lançado em 01 de agosto, com links para página do novo Merchnow da banda, incluindo uma pré-encomenda para seu novo EP " Built for Blame, Laced With Shame" , previsto para ser lançado em 28 de agosto na Grey Area Records. O álbum atingiu o número 20 na parada da Billboard Heatseekers Chart.

### Partida de Joel Faviere e retorno de Nicholas Matthews (2012-presente)
Após curto espaço de tempo como vocalista Joel se afastou da banda em novembro. Em 19 de novembro a banda postou um vídeo para no seu canal do YouTube, anunciando que o vocalista original, Nicholas Matthews, estaria retornando para a banda. Dois dias depois em 21 de novembro, eles também anunciaram que Adam Virostko iria se juntar à banda como guitarrista. Em 5 de junho, Get Scared anunciaram seu contrato com Fearless Records e faram o lançamento de um novo álbum para o Outono 2013. Em 21 de junho de 2013, eles lançaram uma nova música intitulada "At My Worst" no Youtube.

## Membros

### Formação atual
- Nicholas Matthews - vocais (2008-2011, 2012–presente)
- Jonathan "Johnny B" Braddock - guitarrista/baixista (2008–presente)
- Adam Virostko - guitarra (2012–presente)
- Bradley "Lloyd" Iverson - baixista/guitarrista (2008–presente)
- Dan Edwards - bateria (2008–presente)

### Ex-membros
- Joel Faviere - vocalista (2011–2012)
- Logan V. baixista (2009–2011)
- Thomas "TJ" Bell baixista (2011)
- Warren Peace - bateria (2008–2009)
- RJ Meza - baixista (2009)

## Discografia

### Álbuns de estúdio
| Ano  | Detalhes do Álbum                                                                                           |
| ---- | --- |
| 2011 | Best Kind of Mess - Lançamento: 11 de julho de 2011 - Gravadora: Universal Motown Records - Formato: CD, DI |
| 2013 | Everyone's Out To Get Me - Lançamento: 2013 - Gravadora: Fearless Records - Formato: CD, DI                 |

### EP's
| Ano  | Detalhes do EP                                                                                             |
| ---- | --- |
| 2009 | Cheap Tricks and Theatrics - Lançamento: 7 de Agosto, 2009 - Gravadora: Lançamento Independente            |
| 2010 | Get Scared - EP - Lançamento: 2010 - Gravadora: Universal Motown Records                                   |
| 2011 | Cheap Tricks and Theatrics B-Sides - Lançamento: 19 de Dezembro, 2011 - Gravadora: Lançamento Independente |
| 2012 | Built for Blame, Laced With Shame - Lançamento: 28 de Agosto, 2012 - Gravadora: Grey Area Records          |

### Singles
| Ano  | Música                              | Álbum                             |
| ---- | ----------------------------------- | --------------------------------- |
| 2009 | "If Only She Knew Voodoo Like I Do" | Cheap Tricks and Theatrics        |
| 2011 | "Sarcasm"                           | Best Kind of Mess                 |
| 2011 | "Fail"                              | Best Kind of Mess                 |
| 2011 | "Whore"                             | Best Kind of Mess                 |
| 2012 | "Cynical Skin"                      | Built for Blame, Laced With Shame |
| 2012 | "Built for Blame"                   | Built for Blame, Laced With Shame |
| 2012 | "Don't You Dare Forget the Sun"     | Built for Blame, Laced With Shame |
| 2013 | "At My Worst"                       | Everyone's Out To Get Me          |
| 2013 | "Told Ya So"                        | Everyone's Out To Get Me          |

### Vídeos
| Ano  | Música                            |
| ---- | --------------------------------- |
| 2009 | If Only She Knew Voodoo Like I Do |
| 2011 | Sarcasm                           |
| 2012 | Don't You Dare Forget the Sun     |
| 2013 | Badly Broken                      |